# Angelo Giuseppe Zancanaro
Angelo Giuseppe Zancanaro (Arsiè, 22 maggio 1894 – Feltre, 19 giugno 1944) è stato un militare e partigiano italiano pluridecorato.
Nato nella frazione di Incino di Arsiè fu capitano degli Arditi nella prima guerra mondiale. Nel dopo guerra intraprese la carriera militare diventando tenente colonnello. Dopo l'8 settembre 1943, coordinò l'intera organizzazione militare delle forze partigiane della provincia di Belluno. Per queste motivazioni e per la sua tragica morte per mano fascista gli fu concessa nel 1976 la Medaglia d'oro al valor militare alla memoria.

## Prima guerra mondiale
Allo scoppio della Prima guerra mondiale fu inquadrato nel Battaglione Alpini "Susa" (3º Reggimento alpini). Fu nominato sottotenente il 13 giugno 1915, promosso tenente nel maggio 1916 e capitano, per meriti eccezionali, nell'autunno del 1917. 

### Fronte d'Isonzo
Con il Battaglione Alpini Susa partecipò dal 13 giugno 1915 al 10 ottobre 1917 alle operazioni di guerra del fronte dell’Isonzo. Era presente durante l’attacco di Santa Maria d’Isonzo (frazione di Tolmino)  e la conquista della stessa Tolmino. Partecipò  alla conquista del ‘’trincerone’’  di Monte Vodil e della quota 500 sul monte Mrzli. Sempre in quel periodo combatté nell’alta valle di Pontebba  per la conquista della Freikofel, nella parte alta della   Carnia e in particolare sul monte Pal Piccolo o Pal Pizzul, in friulano, nella zona del Passo di Monte Croce Carnico.
Successivamente fu incaricato di formare il XVIII Reparto d’Assalto, che comandò fino a gennaio 1918. 
Con il XVIII reparto d’Assalto partecipò, dopo la battaglia di Caporetto,  tra il 4-8 novembre 1917 a Forcella Claudana (tra la Valle del fiume Meduna e la Valle del torrente Cellina) ai combattimenti contro il battaglione Württemberg con l’allora sconosciuto tenente Erwin Rommel:.
A seguito del ripiegamento sulla linea del Piave fu presente il 26 novembre 1917 nello scontro avvenuto a Ponte di Vidor.

### Fronte Monte Grappa
Il XVIII reparto di Arditi, dopo l’offensiva austriaca e lo sbandamento di Caporetto,  fu riorganizzato prima come 6º Reparto d'Assalto e dopo come IX Reparto d’Assalto, sempre agli ordini dell’allora colonnello Giovanni Messe futuro Maresciallo d'Italia. In questi reparti Zancanaro fu capitano di una compagnia.
Nel 1918 fu trasferito nel settore del Monte Grappa dove partecipò ai seguenti combattimenti nella zona dei Colli Alti a San Giovanni (Solagna)  nel comune di   Solagna:
- 15 gennaio 1918 – sul Monte Asolone;
- 12 aprile 1918 – sul Col del Miglio;
- 15 maggio 1918 – su Monte Asolone;
- 15-16 giugno 1918 – sul Col Moschin e Col Fenilon e il 24 giugno 1918 sul col Monte Asolone, nella Battaglia del solstizio;
- 24 ottobre 1918 – sul Monte Asolone – Col della Beretta – Val Brenta.

Durante i combattimenti fu ferito tre volte.
(Giovanni Messe, allora comandante del IX Reparto d’assalto.)

## Ufficiale di carriera
Dopo la Grande guerra divenne ufficiale di carriera in s.p.e. (servizio permanente effettivo) e partecipò alla guerra d'Etiopia (1936) e alla Campagna italiana di Grecia (1941).

## Lotta di liberazione
L'armistizio dell'8 settembre 1943 lo vide da tenente colonnello al comando del Battaglione “Gemona” dell'8º Reggimento Alpini – Divisione Julia unità di Tricesimo che farà sciogliere senza che nessun alpino venisse preso prigioniero dai tedeschi. .
Come ricorda la medaglia d’oro al valor militare nella lotta di liberazione dopo essere rientrato a Feltre prese i contatti con le FADP (Le Forze Armate della Patria) organizzate dal ‘’Colonnello Sassi’’ (ovvero il capitano di vascello di origine polacca Jerzy Sas Kulczychy (1905-1944) e con il CLN Veneto. A questo scopo partecipò alla riunione dell7 ottobre 1943 che si svolse nella canonica di Bavaria di Nervesa della Battaglia.
Il tessuto organizzativo su cui poteva contare Zancanaro era quello della Azione Cattolica, organizzata da don Giulio Gaio e dai parroci. Quest’ultimi costituirono subito un “Comitato cittadino clandestino feltrino” e si esposero per tutti i venti mesi della lotta di liberazione dal nazifascismo.
Il Tenente colonnello Zancanaro, forte di questi legami e del prestigio personale di militare pluridecorato, dopo l’esaurimento dell’iniziativa del FADP fu nominato dal neo costituito CLN di Belluno responsabile militare dell'intera provincia. Nella sua zona costituì, assieme agli ufficiali Vida e Taricco e il ragionier Luigi Doriguzzi, un gruppo partigiano autonomo, la Brigata alpina “Feltre”. Erano circa 350 ex alpini della zona distribuiti nei vari paesi del Feltrino.
Zancanaro e la sua organizzazione ebbe anche contatti radio col Maresciallo d'Italia Giovanni Messe, capo di stato maggiore del Comando Alleato, che aveva conosciuto durante la prima guerra mondiale nel IX Reparto d'assalto degli arditi sul Monte Grappa. Inoltre divenne anche il referente delle forze anglo-americane in zona a cui indirizzare gli aviolanci con i rifornimenti e l'armamento. Durante l'inverno organizzò a scopo difensivo, secondo l'orientamento “attendista”  del mondo cattolico-moderato, una  "resistenza passiva" con la creazione di depositi di armi e l'allestimento dei due campi di lancio a Malga Erera (Val Canzoi) e sulle Vette Feltrine.
Dal 7 marzo 1944 alla fine di aprile Zancanaro fu arrestato e incarcerato  (carcere di baldenich) dai nazifascisti bellunesi con altri ufficiali di carriera. Il comando della “Brigata Feltre” fu assunto dal maggiore Francesco Vida con la collaborazione di Luigi Doriguzzi del CLN di Belluno (Luciano Granzotto Basso e l’ingegner Attilio Tissi)

### I contrasti tra i cattolici e i garibaldini
Contemporaneamente il 7 novembre 1943 presso Lentiai si era costituito il Distaccamento Garibaldi "Tino Ferdiani", una formazione garibaldina comunista che ebbe come primo comandante il feltrino Rizzieri Raveane “Nicolotto”, ex combattente di Spagna e ex confinato a Ventotene.
Nel periodo tra il novembre 1943 e il maggio 1944 si evidenziarono le diversità di strategia tra i due gruppi della Resistenza feltrina. I giovani militari cattolici moderati di Zancanaro, supportati dalla borghesia cittadina e rinforzati dagli aviolanci americani, preferivano attendere l'arrivo degli Alleati per non coinvolgere la popolazione civile nella guerra mentre i comunisti intendevano entrare immediatamente in azione. Ecco come la parte moderata ricordò questa distinzione.
(Luigi Doriguzzi “Momi” ,  intervista del 7 gennaio 1977)
È storicamente assodato che ci furono altri contrasti che nacquero dalla scarsa disponibilità di Zancanaro di mettere a disposizione anche delle formazioni garibaldine le armi ricevute tramite gli aviolanci americani come lamentato anche dallo stesso commissario politico della garibaldina "Tino Ferdiani" Giuseppe Landi con una lettera dell'11 maggio 1944 inviata al CLN regionale in cui lo accusò di "tradimento. .

### L'assassinio nellanotte di Santa Marina
Il 16 giugno 1944 un gruppo di 12 partigiani comunisti del Distaccamento “Ferdiani” della Brigata “Pisacane”, guidati dal comandante Mariano Mandolesi “Carlo” ricordata come operazione Baldenich, vestiti con divise tedesche riuscirono a penetrare nel carcere di Belluno liberando 73 detenuti politici, tra i quali il ragioniere Luigi Doriguzzi “Momi”, l’avvocato Giovanni Banchieri, il capitano Francesco Pesce “Milo” (futuro comandante della Divisione Nannetti”), Eliseo Dal Pont “Bianchi”.
La notte tra il 18 e il 19 giugno 1944 a Feltre degli uomini in divisa tedesca, guidati da “quello sparuto gruppo di fascisti” fecero irruzione nella casa di Zancanaro, dove uccisero con una raffica di mitragliatrice lo stesso Zancanaro e il figlio Luciano di 19 anni. Nella stessa azione furono poi uccisi anche l'ingegner Pietro Vendramin (1891-1944), Oldino De Paoli (1907-1944), e un giovane veneziano, che si trovava casualmente in città, Gino Colonna-Romano (1920-1944), furono invece prelevati due sacerdoti: il Rettore del Seminario Candido Fent e Monsignor Giulio Gaio.
Il 21 giugno, due giorni dopo la morte di Zancanaro, il CLN di Feltre decise che il reparto che era da lui comandato assumesse la denominazione di Battaglione “Zancanaro” e fosse fatto confluire nella Brigata Garibaldina Antonio Gramsci.
Con l'afflusso degli uomini di Zancanaro la Brigata Garibaldina composta da un centinaio di uomini raggiunse in settembre 996 effettivi.

## Onorificenze
1915 - Come Sottotenente gli fu riconosciuta con il Battaglione Alpini "Susa" sul fronte dell'Isonzo

1918 - Come Capitano degli Arditi del 6º Reparto d'assalto  durante la Battaglia del solstizio
Come Capitano degli Arditi del IX Reparto d'assalto  durante la Battaglia del solstizio

1936 -  Come Capitano s.p.e.  del 1º Reggimento di fanteria coloniale e V Battaglione libico nella guerra d'Etiopia.
1937 - Come Capitano in s.p.e.  del 1º Reggimento di fanteria coloniale 
1941 - Come Maggiore  in s.p.e. della Divisione alpina "Pusteria" nella Campagna italiana di Grecia
1944 - Come Capo di stato maggiore della brigata partigiana Feltre

## Riconoscimenti
La città di Feltre in ricordo della drammatica notte di Santa Marina ha dedicato una via a Angelo e Luciano Zancanaro.